# Wackersberg
Wackersberg ist eine Gemeinde und ein Pfarrdorf im oberbayerischen Landkreis Bad Tölz-Wolfratshausen nahe der Kurstadt Bad Tölz im Isarwinkel.

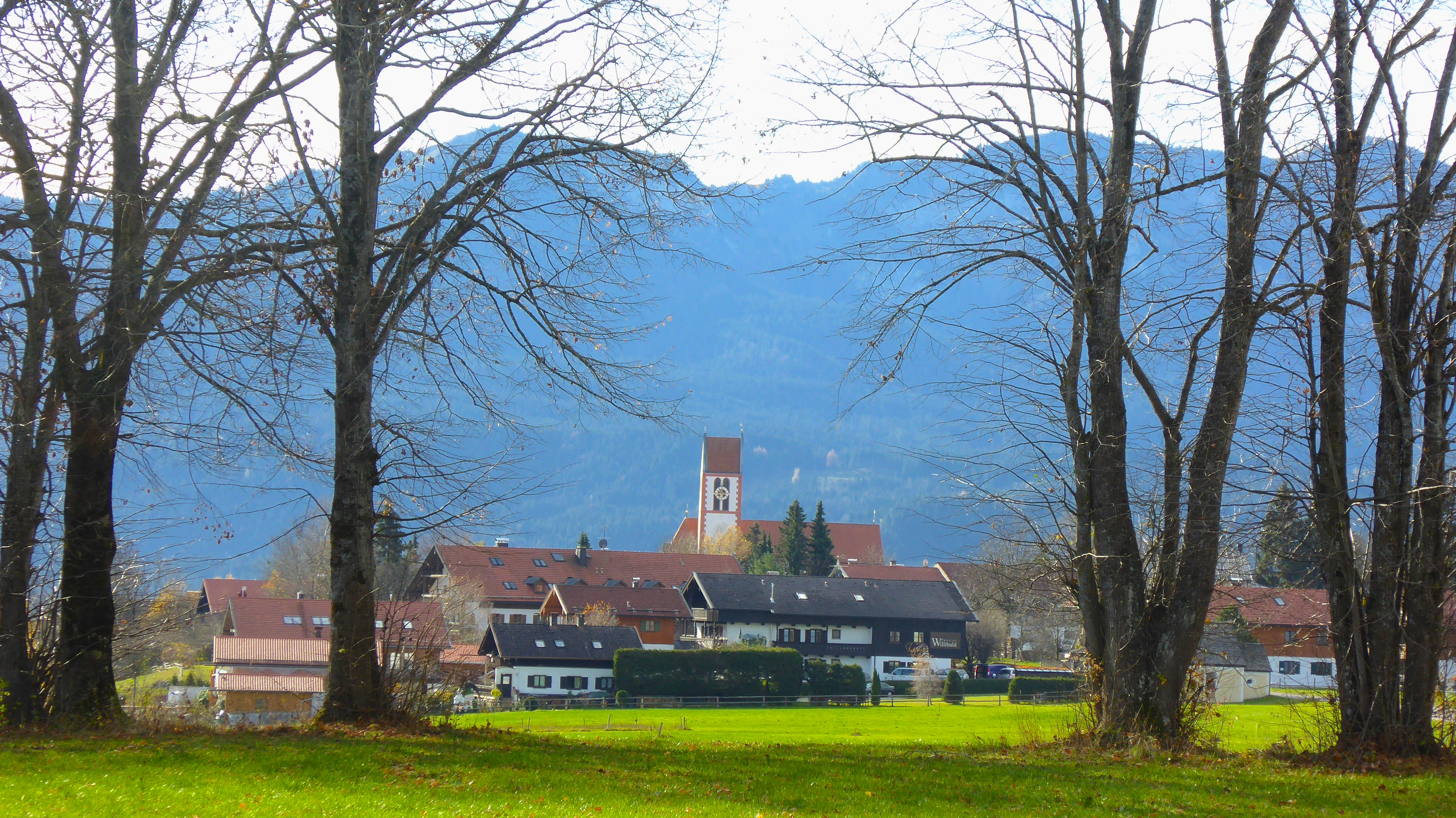
Wackersberg

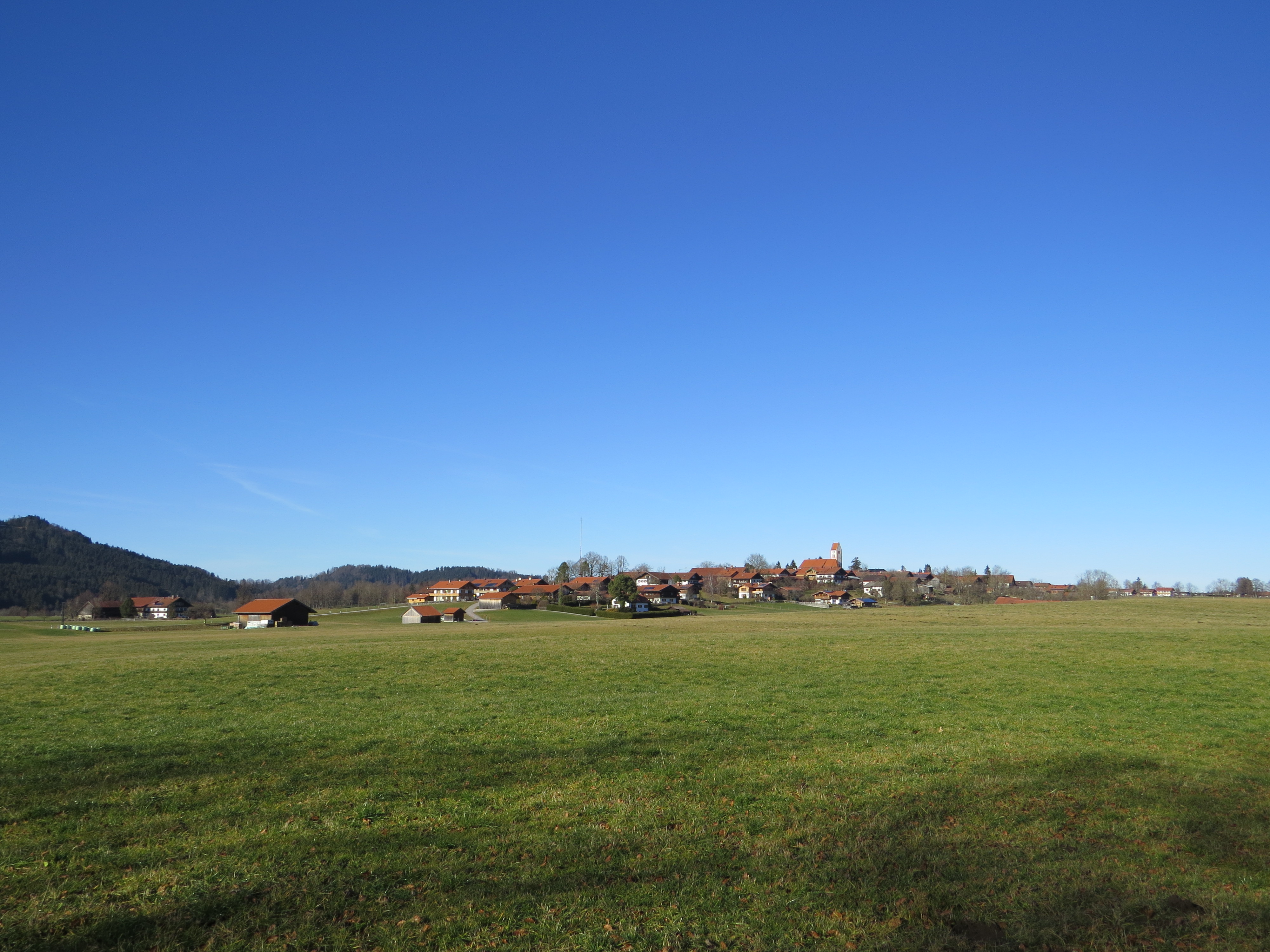
Wackersberg von Südosten

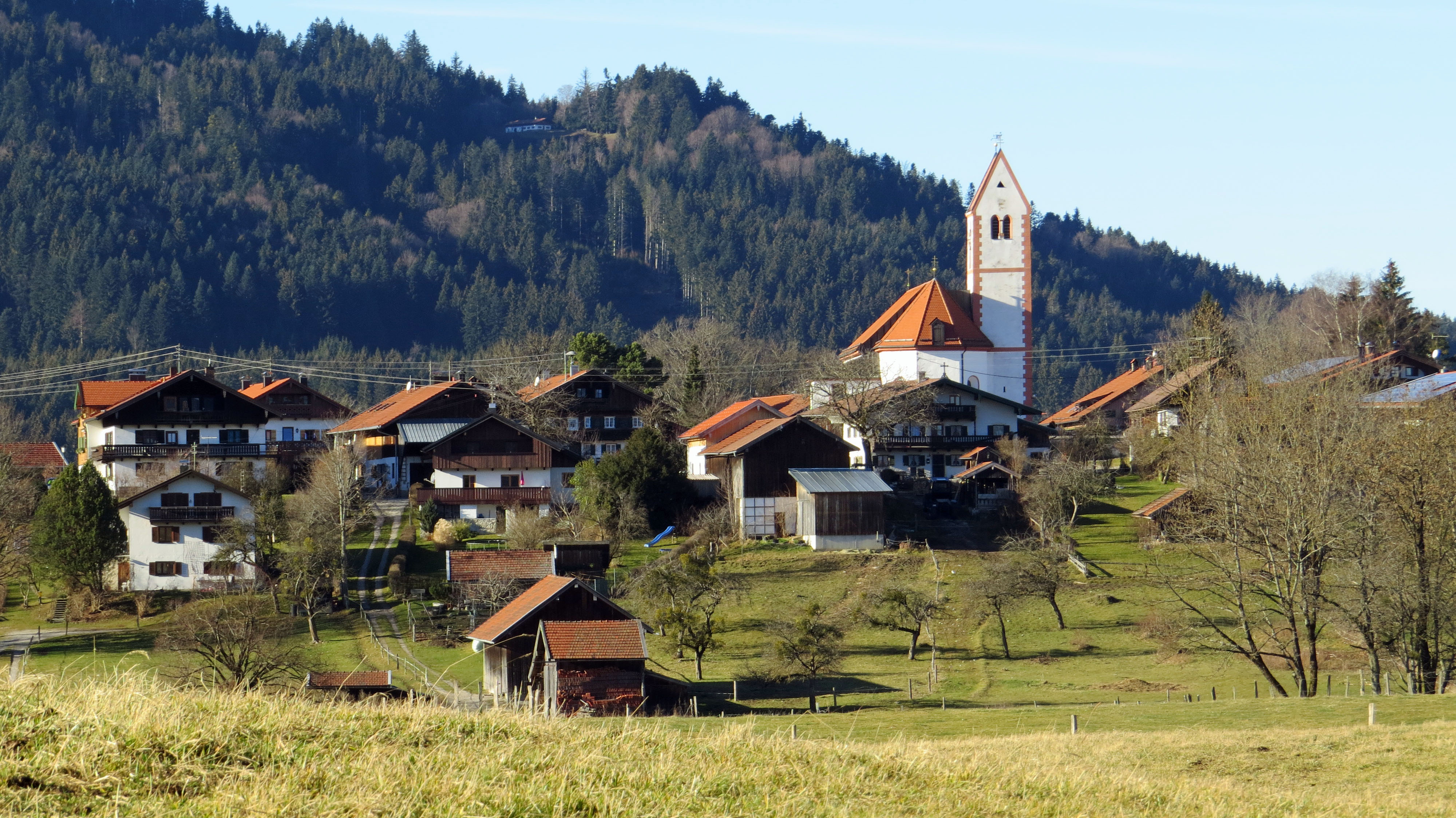
Wackersberg von Osten

## Geographie

### Lage
Das Pfarrdorf Wackersberg liegt einen Kilometer westlich der Isar und vier Kilometer südlich von Bad Tölz auf einem kilometerlangen Hügel oberhalb der Stadt Bad Tölz. Dieser Hügel, der während der letzten Eiszeit geformt wurde, liegt am Fuße der Berge Heigelkopf, Klausenkopf, Zwiesel und Blomberg. Oberfischbach grenzt unmittelbar nördlich an Tölz.

### Gemeindeteile
Die Gemeinde hat 60 Gemeindeteile (in Klammern ist der Siedlungstyp angegeben):
- Abberg (Weiler)
- All (Weiler)
- Allhofen (Einöde)
- Arzbach (Kirchdorf)
- Auf der Höh (Weiler)
- Aug (Einöde)
- Bach (Weiler)
- Bibermühle (Dorf)
- Blaika (Weiler)
- Bocksleiten (Weiler)
- Buchberg (Weiler)
- Bürg (Einöde)
- Burger (Dorf)
- Fiecht (Einöde)
- Fischbach (Kirchdorf)
- Fischbachmühl (Einöde)
- Fürholzen (Einöde)
- Glaswinkl (Einöde)
- Hahnbauer (Einöde)
- Haunleiten (Weiler)
- Heimkreit (Einöde)
- Höfen (Dorf)
- Hoheneck (Dorf)
- Hub (Einöde)
- Huppenberg (Einöde)
- Kellershof (Einöde)
- Kiefersau (Weiler)
- Kloiber (Einöde)
- Knapp (Weiler)
- Lain (Dorf)
- Lechen (Einöde)
- Lehen (Weiler)
- Leitzing (Weiler)
- Leitzingerau (Weiler)
- Lochen (Einöde)
- Nodern (Weiler)
- Oberfischbach (Dorf)
- Ochsenwöhr (Einöde)
- Prösteln (Einöde)
- Reit (Weiler)
- Rimslrain (Weiler)
- Rothenrain (Weiler)
- Rothmühle (Einöde)
- Sauersberg (Weiler)
- Schnait (Dorf)
- Schnegg (Einöde)
- Schwaig (Weiler)
- Sonnershof (Weiler)
- Spiegel (Weiler)
- Stallau (Dorf)
- Steinbach (Dorf)
- Steinsäge (Weiler)
- Straß (Einöde)
- Thal (Weiler)
- Untermberg (Weiler)
- Voglsang (Einöde)
- Wackersberg (Pfarrdorf)
- Weiglhof (Einöde)
- Wolfsöd
- Zollhaus (Weiler)

## Geschichte

### Bis zur Gemeindegründung
Erstmals wird im Jahre 1195 die Siedlung mons, qui dicitur Wakkersberch, als Rodung des Klosters Schäftlarn, urkundlich erwähnt. Erst mit der Säkularisation wird das Bauerndorf unabhängig. Früher noch taucht der Name Vispach (das heutige Fischbach) auf. Das Dorf Arzbach wird erstmals als Ertspach (abgeleitet von Erz) erwähnt. Ein Knecht hatte dort einst an der Probstwand Erz entdeckt und bis ins 16. oder 17. Jahrhundert wurde daher dort nach Erz geschürft.
Arzbach, das ab dem 15. Jahrhundert besiedelt wurde und immer unter der Herrschaft der Herren von Tölz oder Hohenburg stand, diente vor allem als Heimat für Flößer, Holzer und Kalkbrenner. Während des Dreißigjährigen Krieges wurde Wackersberg von der Pest schwer getroffen, als 1634/35 fast alle Einwohner von der Seuche dahingerafft wurden. Diese wurden von den wenigen Überlebenden in einem großen Hügelgrab beigesetzt und 1638 wurde die Pestkapelle errichtet. Ab 1652 gab es in Arzbach und in Wackersberg einen eigenen Schulbetrieb. Wackersberg gehörte zum Rentamt München und dem Landgericht Tölz.
Der Ort Wackersberg wurde 1818 im Zuge der Verwaltungsreformen in Bayern eine selbstständige politische Gemeinde.

### 19. bis 21. Jahrhundert
Im Jahr 1846 entdeckte der Jaudbauer am Blomberg Deutschlands stärkste Jodquellen. Obwohl genau genommen auf Wackersberger Gebiet liegend, machten diese Tölz später zum bekannten Kurort. Aufgrund seiner Lage auf dem Hügel war Wackersberg von vielen politischen Ereignissen isoliert. Doch zu Ende des Zweiten Weltkrieges, Anfang Mai 1945, lieferten sich dort anrückende amerikanische Truppen letzte Gefechte mit der SS-Division „Götz von Berlichingen“. Dabei wurden drei Höfe und mehrere Scheunen zerstört und einige unbeteiligte Frauen des Dorfes kamen ums Leben. In Wackersberg fanden zu Kriegsende viele Flüchtlinge Unterkunft, so dass der Ort seine Einwohnerzahl zu dieser Zeit vorübergehend mehr als verdoppelte.
Wackersberg und Oberfischbach waren eigene Gemeinden, bis sie bei der Gemeindegebietsreform 1978 zu einer Gemeinde zusammengefasst wurden.
Im Jahr 2006 stand das Dorf Arzbach auf der Nominierungsliste für das schönste Dorf Bayerns, errang den Titel jedoch nicht.

### Eingemeindungen
Im Jahr 1978 drohte Wackersberg im Zuge der Gemeindegebietsreform die Eingemeindung nach Bad Tölz. Man fand jedoch eine Lösung, indem man am 1. Mai 1978 mit der Gemeinde Oberfischbach fusionierte, die dennoch einen kleinen Teil an Bad Tölz verlor.

### Einwohnerentwicklung
Zwischen 1988 und 2018 wuchs die Gemeinde von 2816 auf 3520 um 704 Einwohner bzw. um 25 %.

## Politik

### Gemeinderat
Nach der Gemeinderatswahl am 15. März 2020 hat der Gemeinderat 16 Mitglieder. Die Wahl brachte folgendes Ergebnis:
| Gemeinderatswahl Wackersberg 2020Wahlbeteiligung: 62,4 % 6050403020100 50,7 %49,3 %n. k. % WGOaFWG W-AbUWGGewinne und Verlusteim Vergleich zu 2014 %p 16 14 12 10 8 6 4 2 0 −2 −4 −6 −8−10−12−14−0,9 %p+14,6 %p−13,6 %pWGOFWG W-AUWGAnmerkungen:a Wählergemeinschaft Oberfischbachb Freie Wählergemeinschaft Wackersberg-Arzbach | Sitzverteilung im Gemeinderat seit 2020Insgesamt 16 Sitze - WGO: 8 - FWG W-A: 8 |

Weiteres Mitglied und Vorsitzender des Gemeinderates ist der Erste Bürgermeister.

### Bürgermeister
Bürgermeister ist Jan Göhzold.

### Wappen
Die Wappenbeschreibung lautet: „Über blauem Wellenschildfuß, darin ein silberner Fisch, in Silber ein grüner Schützenhut mit schwarzem Rand und schwarzer Feder, geschmückt mit einem Strauß roter Blumen.“

### Partnerschaften
Wackersberg hat eine Partnerschaft mit der bretonischen Gemeinde Yffiniac. Es findet jährlich ein Jugendaustausch der beiden Gemeinden statt. Die Wackersberger fahren zuerst nach Paris und fahren dann weiter nach Yffiniac.

## Kultur und Sehenswürdigkeiten

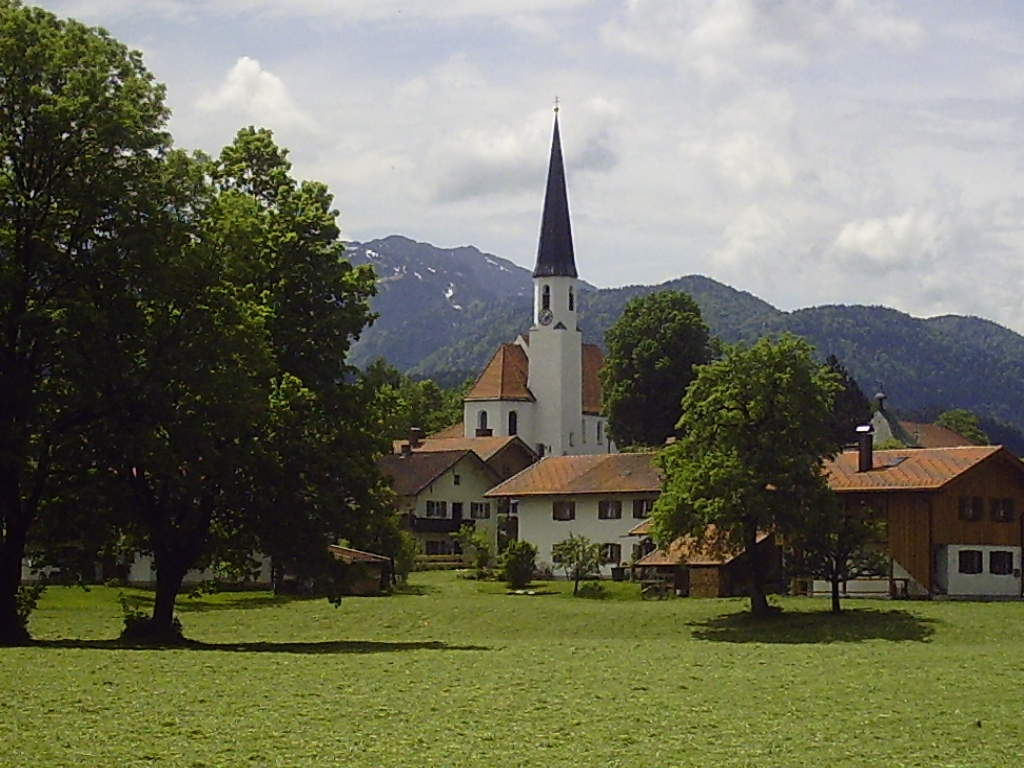
Arzbach

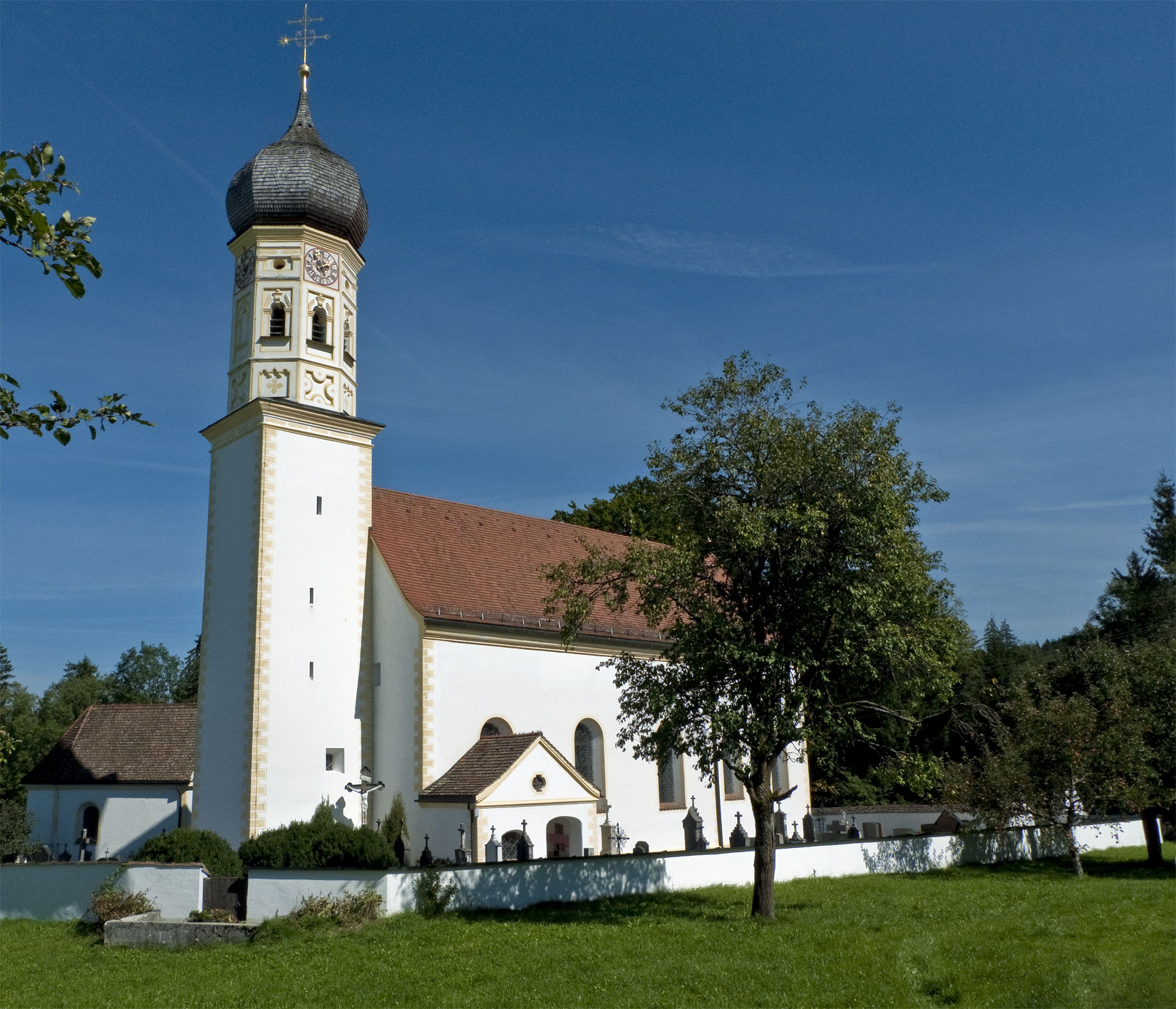
St. Johannes d. T. in Fischbach

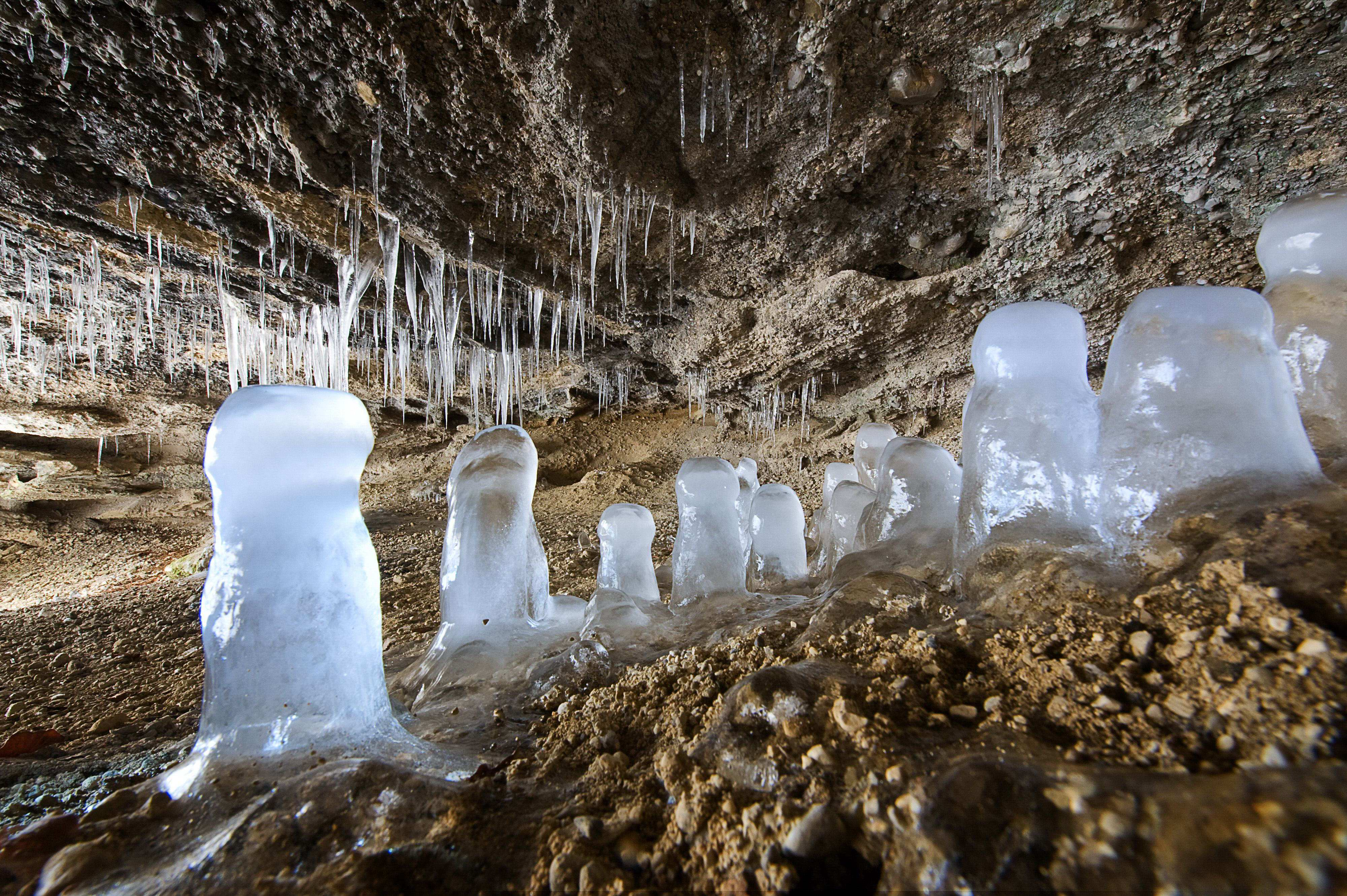
Die Dachshöhle bei Wackersberg (Geotopnummer 173H001)

### Bauwerke
Sehenswert ist die spätgotische katholische Pfarrkirche St. Nikolaus in Wackersberg, die im 15. Jahrhundert errichtet und ab 1688 umgestaltet wurde und weitgehend ihr heutiges Aussehen erhielt. 1759 erhielt sie den neuen Hochaltar, 1768 wurde das Chorgewölbe ausgemalt und 1829 wurde das Langhaus ausgebaut und die Chormauern erhöht. Der Satteldachturm entstand im 1872 neu, ebenso wie ein neuer Hochaltar. Die Ausstattung der Kirche stammt zum Großteil aus dem späten 17. Jahrhundert. Am nördlichen Rand des Dorfes findet man zudem die Auferstehungskapelle, die 1706 erbaut und 1712 erweitert wurde.
Reizvoll sind im Dorf die, vor allem in der Dorfstraße und in der Kirchstraße, liegenden alten Bauernhäuser aus dem frühen 19. Jahrhundert und das Pfarrhaus von 1904. Am Fuße der Kirche liegt außerdem das Denkmal an die Gefallenen der beiden Weltkriege.
Arzbach besitzt die Filialkirche, mit quadratischem Turm und Spitzhelm, die zwar erst 1949/50 erbaut wurde, jedoch eine Ausstattung aus dem 18. Jahrhundert besitzt. Zudem befindet sich dort die Kapelle Unsere Liebe Frau, die 1730 erbaut und 1739 erweitert wurde. Auch in Arzbach gibt es, hier vor allem in der Angerstraße, der Kalkofenstraße und der Hauptstraße, zahlreiche alte Bauern- und Handwerkerhäuser aus dem 17. und 18. Jahrhundert.
In Fischbach steht die katholische Filialkirche St. Johannes d. T., die von Caspar Feichtmayr in den Jahren von 1671 bis 1676 im Auftrag von Graf Herwarth von Hohenburg erbaut wurde. Die stattliche Barockkirche mit dem Zwiebelturm, die die zuvor abgerissene spätgotische Kirche an gleicher Stelle ersetzte, wurde jedoch erst 1693 geweiht.
Einen Besuch wert sind die nahe Wackersberg einsam liegende Pestkapelle mit dem Hügelgrab, die große Dachshöhle im Wald Richtung Tölz und die Almen, wie die Waldherralm, sowie das Längental mit Probstenwand und der Kirchsteinhütte.

### Bodendenkmäler
- Burgstall Hoheneck

### Veranstaltungen und Feste
- Maibaum-Aufstellen
- Jährliches Volksfest mit Bierzelt
- Sommerfest des SV Wackersberg-Arzbach am Sportheim in Arzbach
- Fronleichnam-Prozession
- Schützenkompanie

### Freizeit- und Sportanlagen
- Blomberg mit Lift, Sommerrodelbahn, Winterrodelbahn und Skiabfahrt
- Buchberg mit Lift und Skiabfahrt
- Zahlreiche Loipen, Wanderwege und Nordic Walking-Routen
- geräumiges Sportheim in Arzbach
- Freibad Arzbach
- Tennisplätze Arzbach
- Campingplatz Arzbach
- Golfplatz des Tölzer Golfclubs e. V.

## Persönlichkeiten
- Eusebius Amort (1692–1775), katholischer Theologe
- Ignatz Nacher (1868–1939),  Mehrheitsaktionär der Engelhardt-Brauerei, des damals zweitgrößten deutschen Brauereikonzerns
- Friedrich Flick (1883–1972), Unternehmer
- Fritz Zierer (1885–1968), Verwaltungsjurist
- Armin Hirn (1918–1996), Pädagoge, Studiendirektor und Aquarellmaler
- Richard von Weizsäcker (1920–2015), Bundespräsident; besaß in Wackersberg eine Residenz
- Gina Ruck-Pauquet (1931–2018), Kinderbuchautorin; in Wackersberg verstorben
- Andreas von Weizsäcker (1956–2008), Bildhauer und Hochschullehrer
- Stefan Schörghuber (1961–2008), Unternehmer